# Día Internacional de los Cuidados y el Apoyo
El Día Internacional de los Cuidados y el Apoyo es una celebración anual que tiene lugar el 29 de octubre desde 2023, instaurada por la Asamblea General de las Naciones Unidas en ese mismo año.

## Proclamación
El Día Internacional de los Cuidados y el Apoyo fue proclamado por la Asamblea General de las Naciones Unidas el 24 de julio de 2023. Esta proclamación responde a la necesidad de reconocer, reducir, valorar y redistribuir el trabajo de cuidados, tanto remunerado como no remunerado. El objetivo es promover la inversión en la economía del cuidado y crear sistemas de cuidado y apoyo que sean sólidos, resilientes, sensibles a cuestiones de género y edad, e inclusivos de la discapacidad, respetando los derechos humanos. La proclamaciónpretende abordar las desigualdades de género en el mercado laboral y en los hogares, garantizar el trabajo decente para los cuidadores y reconocer la importancia vital de este trabajo para la sostenibilidad de nuestras sociedades y economías.

## Celebración
La celebración tiene lugar el 29 de octubre y la primera conmemoración oficial tuvo lugar en 2023. Durante este día, se organizan actividades y eventos que buscan concienciar sobre la importancia de los cuidados y el apoyo en la igualdad de género y la sostenibilidad. Las actividades incluyen seminarios, campañas de sensibilización, y conferencias que abordan la necesidad de mejorar las condiciones laborales de los trabajadores del cuidado, así como la importancia de combatir los estereotipos de género y otras formas de discriminación relacionadas con este sector.